# Apristurus laurussonii
Apristurus laurussonii – gatunek ryby chrzęstnoszkieletowej z rodziny Pentanchidae, występujący w wodach północnego Atlantyku, u wybrzeży Kanady, wschodnich stanów USA, Półwyspu Floryda, Meksyku, Belize, Gwatemali, Hondurasu, Nikaragui, Kostaryki, Panamy, Wenezueli, Kuby, Haiti i Dominikany, w Zatoce Meksykańskiej i Morzu Karaibskim na zachodzie, u wybrzeży Norwegii, Irlandii, Islandii, Francji, Hiszpanii, Portugalii, Maroka, Wysp Kanaryjskich, Mauretanii i Sahary Zachodniej na wschodzie oraz na Azorach. Dorosły osobnik osiąga około 67–68 cm długości. Preferują obszary z błotnistym lub piaszczystym dnem, o głębokości 560–1462 m. Podobnie jak inne Pentanchidae, jest jajorodny. Głównym składnikiem jego diety są kałamarnice, niektóre z tropikalnych gatunków ryb głębinowych oraz skorupiaki, w tym kraby, krewetki i homary.